# Trentepohlia brassi
Trentepohlia brassi är en tvåvingeart som beskrevs av Alexander 1960. Trentepohlia brassi ingår i släktet Trentepohlia och familjen småharkrankar. Inga underarter finns listade i Catalogue of Life.